# Steve Maslow
Steve Maslow (* 17. Oktober 1944 in Los Angeles) ist ein US-amerikanischer Tontechniker, der dreimal mit dem Oscar für den Besten Ton ausgezeichnet und vier weitere Male nominiert wurde.

## Leben
An seinen ersten Filmen wirkte Steve Maslow im Jahr 1978 mit, als er an der Tonmischung für Martin Scorseses Film The Band sowie dem Roadmovie Convoy arbeitete und als Filmtonmeister für den Film Die Kinder von Sanchez engagiert wurde. Es folgten bis heute mehr als 200 weitere Filme, an denen er als Tontechniker mitwirkte.
1979 war er gemeinsam mit Gregg Landaker für die Tonmischung des ersten Teils der Star-Trek-Filmreihe, Star Trek: Der Film, zuständig, im Folgejahr übernahmen sie diese Funktion für den Film Star Wars: Das Imperium schlägt zurück. Die Zusammenarbeit mit Landaker hielt für zahlreiche weitere Filme an, darunter der 1981 produzierten Indiana-Jones-Film Jäger des verlorenen Schatzes und der 1994 produzierten Thriller Speed. Für alle drei Filme erhielten die beiden Tontechniker den Oscar in der Kategorie Besten Ton. Für drei weitere Filme, an denen er mit Landaker arbeitete, wurde er zudem für den Oscar in dieser Kategorie nominiert: Waterworld (1996), Twister (1997) und U-571 (2001).
Zuletzt arbeitete Maslow in der Postproduktion der Neuverfilmung von Der große Gatsby, die unter der Regie von Baz Luhrmann entstand, und übernahm, gemeinsam mit Gregg Landaker, die Tonmischung für den Horrorthriller The Conjuring, der im August 2013 in Deutschland anlief.

## Filmografie (Auswahl)
| - 1978: The Band - 1978: Convoy - 1979: Hair - 1979: The Wanderers – Terror in der Bronx (The Wanderers) - 1979: The Party is over… Die Fortsetzung von American Graffiti (More American Graffiti) - 1979: Rust Never Sleeps - 1979: Zehn – Die Traumfrau (10) - 1979: Der schwarze Hengst (The Black Stallion) - 1979: Star Trek: Der Film (Star Trek: The Motion Picture) - 1979: Baby Snakes - 1980: Eine ganz normale Familie (Ordinary People) - 1980: Das Imperium schlägt zurück (Star Wars: Episode V – The Empire Strikes Back) - 1980: Der Jazz-Sänger (The Jazz Singer) - 1981: Wenn der Postmann zweimal klingelt (The Postman Always Rings Twice) - 1981: Jäger des verlorenen Schatzes (Raiders of the Lost Ark) - 1981: Die Klapperschlange (John Carpenter’s Escape from New York) - 1981: Halloween II – Das Grauen kehrt zurück (Halloween II) - 1982: Koyaanisqatsi - 1982: Tote tragen keine Karos (Dead Men Don’t Wear Plaid) - 1982: Poltergeist - 1982: Das Ding aus einer anderen Welt (The Thing) - 1982: Ein Draufgänger in New York (My Favorite Year) - 1983: Halloween III - 1983: Die unglaubliche Reise in einem verrückten Raumschiff (Airplane II: The Sequel) - 1983: Der schwarze Hengst kehrt zurück (The Black Stallion Returns) - 1983: Fire and Ice - 1983: Der Mann mit zwei Gehirnen (The Man with Two Brains) - 1983: Die Überlebenskünstler (The Survivors) - 1983: Unheimliche Schattenlichter (Twilight Zone: The Movie) - 1983: Staying Alive - 1983: Dead Zone - 1983: Sein oder Nichtsein (To Be or Not to Be) - 1984: Hotel New Hampshire (The Hotel New Hampshire) - 1984: Rückkehr aus einer anderen Welt (Iceman) - 1984: Stop Making Sense - 1984: Gremlins – Kleine Monster (Gremlins) - 1984: Der Wüstenplanet (Dune) - 1984: Starman - 1985: St. Elmo’s Fire – Die Leidenschaft brennt tief (St. Elmo’s Fire) - 1986: Ayla und der Clan des Bären (The Clan of the Cave Bear) - 1986: Hitcher, der Highway Killer (The Hitcher) - 1986: Off Beat – Laßt die Bullen tanzen (Off Beat) - 1986: 8 Millionen Wege zu sterben (8 Million Ways to Die) - 1986: Ferris macht blau (Ferris Bueller’s Day Off) - 1986: Der Flug des Navigators (Flight of the Navigator) - 1986: Gottes vergessene Kinder (Children of a Lesser God) - 1986: Der kleine Horrorladen (Little Shop of Horrors) - 1987: Angel Heart - 1987: Das Geheimnis meines Erfolges (The Secret of My Succe$s) - 1987: Die Reise ins Ich (Innerspace) - 1987: Nachrichtenfieber – Broadcast News (Broadcast News) - 1988: Johnny be Good (Johnny Be Good) - 1988: Beetlejuice - 1988: Arthur 2 – On the Rocks - 1988: Nightmare on Elm Street 4 (A Nightmare on Elm Street 4: The Dream Master) - 1988: Katies Sehnsucht (Stealing Home) - 1988: Mond über Parador (Moon Over Parador) - 1988: Die nackte Kanone (The Naked Gun: From the Files of Police Squad!) - 1989: Friedhof der Kuscheltiere (Pet Sematary) - 1989: Loverboy – Liebe auf Bestellung (Loverboy) - 1989: Great Balls of Fire – Jerry Lee Lewis – Ein Leben für den Rock’n’Roll (Great Balls of Fire!) - 1989: Die Killer-Brigade (The Package) - 1989: Die Schattenmacher (Fat Man and Little Boy) - 1990: Turtles (Teenage Mutant Ninja Turtles) - 1990: Stimme des Todes (Lisa) - 1990: Ghost – Nachricht von Sam (Ghost) - 1990: Von allen Geistern besessen! (Repossessed) - 1990: Edward mit den Scherenhänden (Edward Scissorhands) - 1991: Turtles II – Das Geheimnis des Ooze (Teenage Mutant Ninja Turtles II: The Secret of the Ooze) - 1991: Bingo – Kuck mal, wer da bellt! (Bingo) - 1991: Der Mann ihrer Träume (The Butcher’s Wife) - 1992: Batmans Rückkehr (Batman Returns) - 1992: Fatale Begierde (Unlawful Entry) - 1992: Mom und Dad retten die Welt (Mom and Dad Save the World) - 1992: … aber nicht mit meiner Braut – Honeymoon in Vegas (Honeymoon in Vegas) - 1992: Ein ganz normaler Held (Hero) | - 1992: Der Schein-Heilige (Leap of Faith) - 1992: Trespass - 1993: Spurlos (The Vanishing) - 1993: Ruby Cairo - 1993: Hot Shots! Der zweite Versuch (Hot Shots! Part Deux) - 1993: Super Mario Bros. - 1993: Robin Hood – Helden in Strumpfhosen (Robin Hood: Men in Tights) - 1993: Die Beverly Hillbillies sind los! (The Beverly Hillbillies) - 1994: Däumeline (Thumbelina) - 1994: Rapa Nui – Rebellion im Paradies (Rapa Nui) - 1994: Bad Girls - 1994: Speed - 1994: Die kleinen Superstrolche (The little Rascals) - 1994: Junior - 1994: Der Pagemaster – Richies fantastische Reise (The Pagemaster) - 1994: Fluke - 1995: Waterworld - 1995: Ace Ventura – Jetzt wird’s wild (Ace Ventura: When Nature Calls) - 1995: Balto – Ein Hund mit dem Herzen eines Helden (Balto) - 1996: Black Sheep - 1996: Twister - 1996: Immer Ärger mit Sergeant Bilko (Sgt. Bilko) - 1996: Der verrückte Professor (The Nutty Professor) - 1996: Flucht aus L.A. (John Carpenter’s Escape from L.A.) - 1996: Der Fan (The Fan) - 1997: Speed 2 (Speed 2: Cruise Control) - 1997: Nix zu verlieren (Nothing to Lose) - 1997: Mäusejagd (Mousehunt) - 1998: Senseless - 1998: Das Mercury Puzzle (Mercury Rising) - 1998: Antz - 1998: Patch Adams - 1998: Mein großer Freund Joe (Mighty Joe Young) - 1999: Lebenslänglich (Life) - 1999: Wehrlos – Die Tochter des Generals (The General’s Daughter) - 1999: Aus Liebe zum Spiel (For Love of the Game) - 2000: U-571 - 2000: Familie Klumps und der verrückte Professor (Nutty Professor II: The Klumps) - 2001: Lara Croft: Tomb Raider - 2001: Scary Movie 2 - 2001: Impostor - 2001: So High (How High) - 2002: The Salton Sea - 2002: The Time Machine - 2002: The Scorpion King - 2002: Blue Crush - 2002: Pluto Nash – Im Kampf gegen die Mondmafia (The Adventures of Pluto Nash) - 2002: Der Super-Guru (The Guru) - 2002: Roter Drache (Red Dragon) - 2003: Bulletproof Monk – Der kugelsichere Mönch (Bulletproof Monk) - 2003: Bruce Allmächtig (Bruce Almighty) - 2003: American Pie – Jetzt wird geheiratet (American Wedding) - 2003: Ein Kater macht Theater (The Cat in the Hat) - 2003: Paycheck – Die Abrechnung (Paycheck) - 2004: Voll auf die Nüsse (Dodgeball: A True Underdog Story) - 2004: After the Sunset - 2005: Fußballfieber – Elfmeter für Daddy (Kicking & Screaming) - 2005: The Perfect Man - 2005: Jungfrau (40), männlich, sucht… (The 40 Year-Old Virgin) - 2005: Wild X-Mas (Just Friends) - 2005: Dick und Jane (Fun with Dick and Jane) - 2006: X-Men: Der letzte Widerstand (X-Men: The Last Stand) - 2006: Seraphim Falls - 2006: Rocky Balboa - 2007: Evan Allmächtig (Evan Almighty) - 2008: Step Up to the Streets (Step Up 2 the Streets) - 2008: Superhero Movie - 2008: Der Tag, an dem die Erde stillstand (The Day the Earth Stood Still) - 2009: Crossing Over – Der Traum von Amerika - 2009: Dragonball Evolution - 2010: Marmaduke - 2010: The Crazies – Fürchte deinen Nächsten (The Crazies) - 2010: The Town – Stadt ohne Gnade (The Town) - 2010: Country Strong - 2012: Die Reise zur geheimnisvollen Insel (Journey 2: The Mysterious Island) |

## Auszeichnungen und Nominierungen
- 1981: Oscar für den Besten Ton für Das Imperium schlägt zurück
- 1982: Oscar für den Besten Ton für Jäger des verlorenen Schatzes
- 1985: Oscar: Nominierung in der Kategorie Bester Ton für Der Wüstenplanet
- 1995: Oscar für den Besten Ton für Speed
- 1995: BAFTA-Award für den Besten Ton für Speed
- 1995: C.A.S. Award: Nominierung in der Kategorie Outstanding Achievement in Sound Mixing for a Feature Film für Speed
- 1996: Oscar: Nominierung in der Kategorie Bester Ton für Waterworld
- 1997: Oscar: Nominierung in der Kategorie Bester Ton für Twister
- 1997: C.A.S. Award: Nominierung in der Kategorie Outstanding Achievement in Sound Mixing for a Feature Film für Twister
- 2001: Oscar: Nominierung in der Kategorie Bester Ton für U-571
- 2001: C.A.S. Award: Nominierung in der Kategorie Outstanding Achievement in Sound Mixing for a Feature Film für U-571
- 2006: Satellite Award: Nominierung in der Kategorie Bester Ton für X-Men – Der letzte Widerstand